# Аспарухово (област Бургас)
 Тази статия е за село Аспарухово в Област Бургас.  За други значения вижте Аспарухово.  
Аспару̀хово е село в Югоизточна България, община Карнобат, област Бургас.

## География
Село Аспарухово се намира на около 30 km западно от центъра на областния град Бургас, около 18 km юг-югоизточно от общинския център Карнобат и около 24 km юг-югозападно от град Айтос. Разположено е в Бургаската низина. Надморската височина в центъра на селото при църквата е около 120 m, на север нараства до около 130 m, а на юг намалява до около 110 m.
През Аспарухово минава третокласният републикански път III-5391, който води на северозапад през селата Крушово и Детелина към Карнобат, а на североизток – до село Трояново и връзка там с третокласния републикански път III-539 (Средец – Айтос).
Общински път от Аспарухово на юг през селата Сърнево и Черково води до село Екзарх Антимово.
Землището на село Аспарухово граничи със землищата на: село Трояново на север и изток; село Желязово на юг; село Сърнево на юг; село Крушово на запад и северозапад.
Северозападно край Аспарухово, в Хергелджиево дере, има началото си левият приток на Русокастренска река – река Кьойюдере, на която южно до селото има два последователни микроязовира с площи по 2 – 3 ha (поземлени имоти с кадастрални идентификатори 00775.22.138 и 00775.22.143; по данни към 4 септември 2022 г.).

## История
След Руско-турската война 1877 – 1878 г., по Берлинския договор 1878 г. селото остава в Източна Румелия; присъединено е към България след Съединението през 1885 г.
При преброяването към 31 декември 1920 г. селото е записано с наименованието „Янък-Балабанлѝи“ . При преброяването към 31 декември 1926 г. то е записано с наименованието „Аспарухово (Янък-Балабанлѝи)“
Училище в селото е открито преди Освобождението. Отначало е черкезко, както и самото село, а след Освобождението става българско училище с един клас. По-късно са открити още класове и става пълно начално училище до ІV клас. Отначало се е помещавало в джамия, по-късно – в стара черкезка къща, до построяването на нова сграда през 1907 г. През 1922 г. е открит първи прогимназиален клас, през 1923 г. – и втори клас. От 1944 до 1965 г. училището е основно, а от 1965 до 1973 г. е начално училище.

## Население
Населението на село Аспарухово наброява 1199 души при преброяването към 1934 г. и 1289 към 1946 г., намалява до 363 към 1985 г. и 139 (по текущата демографска статистика за населението) към 2021 г.

### Етнически състав
Преброяване на населението през 2011 г.
Численост и дял на етническите групи според преброяването на населението през 2011 г.:
|                     | Численост |
| Общо                | 171       |
| Българи             | 167       |
| Турци               | -         |
| Цигани              | -         |
| Други               | -         |
| Не се самоопределят | -         |
| Неотговорили        | -         |

## Обществени институции
Село Аспарухово към 2022 г. е център на кметство Аспарухово.
В село Аспарухово към 2022 г. има:
- действащо читалище „Изгрев – 1928 г.“;[10][11]
- православна църква „Св. Св. Кирил и Методий“;[12]
- пощенска станция.[13]